# Raj Kumar Gupta
Raj Kumar Gupta est un réalisateur et scénariste indien le 8 septembre 1977 dans le Jharkhand.

## Filmographie partielle
- 2008 : Aamir
- 2011 : No One Killed Jessica
- 2013 : Ghanchakkar
- 2018 : Raid
- 2019 : India's Most Wanted